# Griechen in der Schweiz
Die Griechische Gemeinschaft in der Schweiz besteht aus griechischen Einwohnern in der Schweiz sowie aus ihren Nachkommen. Sie zählt zur weltweiten griechischen Diaspora.

## Geschichte
In der Schweiz lebten bereits im 18. Jahrhundert Griechen, die das Osmanische Reich verlassen hatten. Im August 1821, die griechische Revolution (griechischer Unabhängigkeitskrieg gegen die Türken) dauerte bereits vier Monate, wurde in Bern die erste philhellenische Organisation gegründet, ein weiteres Zentrum der Bewegung war Genf, von dort stammte auch der Wahlgrieche Jean-Gabriel Eynard. Die Geschichte einer griechischstämmigen Romanfigur beschreibt Friedrich Dürrenmatts 1955 erschienener Roman Grieche sucht Griechin.
1922–1924 wurde in Lausanne die erste griechisch-orthodoxe Kirche der Schweiz errichtet, finanziert wurde sie durch den Reeder Gerassimos Vergottis aus Kefalonia. In der Stadt war 1923 auch der für Griechenland einschneidende Vertrag von Lausanne ausgehandelt worden. In Gstaad liessen sich seit den 1960er Jahren zahlreiche griechische Millionäre nieder. In der BILANZ-Liste der 300 Reichsten sind sechs Griechen zu finden, Ursache für die Emigration in die Schweiz ist hierbei die Steuergesetzgebung. Die Familie von Spiros Latsis zählt zu den zehn reichsten Familien in der Schweiz. 2013 wurde bekannt, dass Spiros Latsis von Genf nach Monaco umgezogen ist.
Während der Militärdiktatur (1967–1974) in Griechenland fanden viele oppositionelle Persönlichkeiten Asyl in der Schweiz. Das Schweizer Komitee für die Wiederherstellung von Demokratie in Griechenland wurde 1967 in Bern gegründet. 1975 wurde in Zürich der Verein Griechischer Akademiker in der Schweiz gegründet.
Mit 63 Vergabungen in die Schweiz, insbesondere Graubünden und dem Engadin (Stand 2008), ist diese das zweitwichtigste Land nach Griechenland, in dem die Stavros-Niarchos-Foundation wohltätige Projekte finanziert. Noch zu Lebzeiten hatte Stavros Niarchos auch eine Stiftung zugunsten des Kreisspitals Oberengadin in Samedan eingerichtet.
Einige Schweizer Schriftsteller haben griechische Wurzeln; Georges Haldas wurde 1917 in Genf als Sohn des griechischen Buchhalters Léonidas Halter und der Schweizerin Marguerite Monard geboren. Perikles Monioudis wurde als Sohn griechischer Eltern in der Schweiz geboren. Einer der wichtigsten Vermittler neugriechischer Literatur und Kultur im deutschsprachigen Raum war der Journalist, Historiker und Hochschuldozent der Neogräzistik Pavlos Tzermias.

## Demografie
Insgesamt leben zwischen 8.340 und 11.000 Einwohner griechischer Abstammung in der Schweiz, davon etwa 7.000 im Großraum Zürich. Die wichtigsten Städte mit einem grossen Anteil an Menschen mit griechischer Abstammung haben griechische Vereinigungen und Organisationen.